# Microcalcarifera phricocrossa
Microcalcarifera phricocrossa är en fjärilsart som beskrevs av Turner 1939. Microcalcarifera phricocrossa ingår i släktet Microcalcarifera och familjen mätare. Inga underarter finns listade i Catalogue of Life.